# 朱英 (成化進士)
朱英（1442年—？），字德彰，直隸保定府博野縣人，民籍，明朝政治人物。

## 生平
順天府鄉試第一百八名舉人。成化十七年（1481年）中式辛丑科會試第六十三名，三甲第一百六十三名進士，累任大理寺評事、寺副、左寺正。出為陝西鳳翔府知府。

## 家族
曾祖朱士安；祖父朱顯；父朱諒，司獄。母前母趙氏；母夏氏。具慶下。